# Villa Tritone

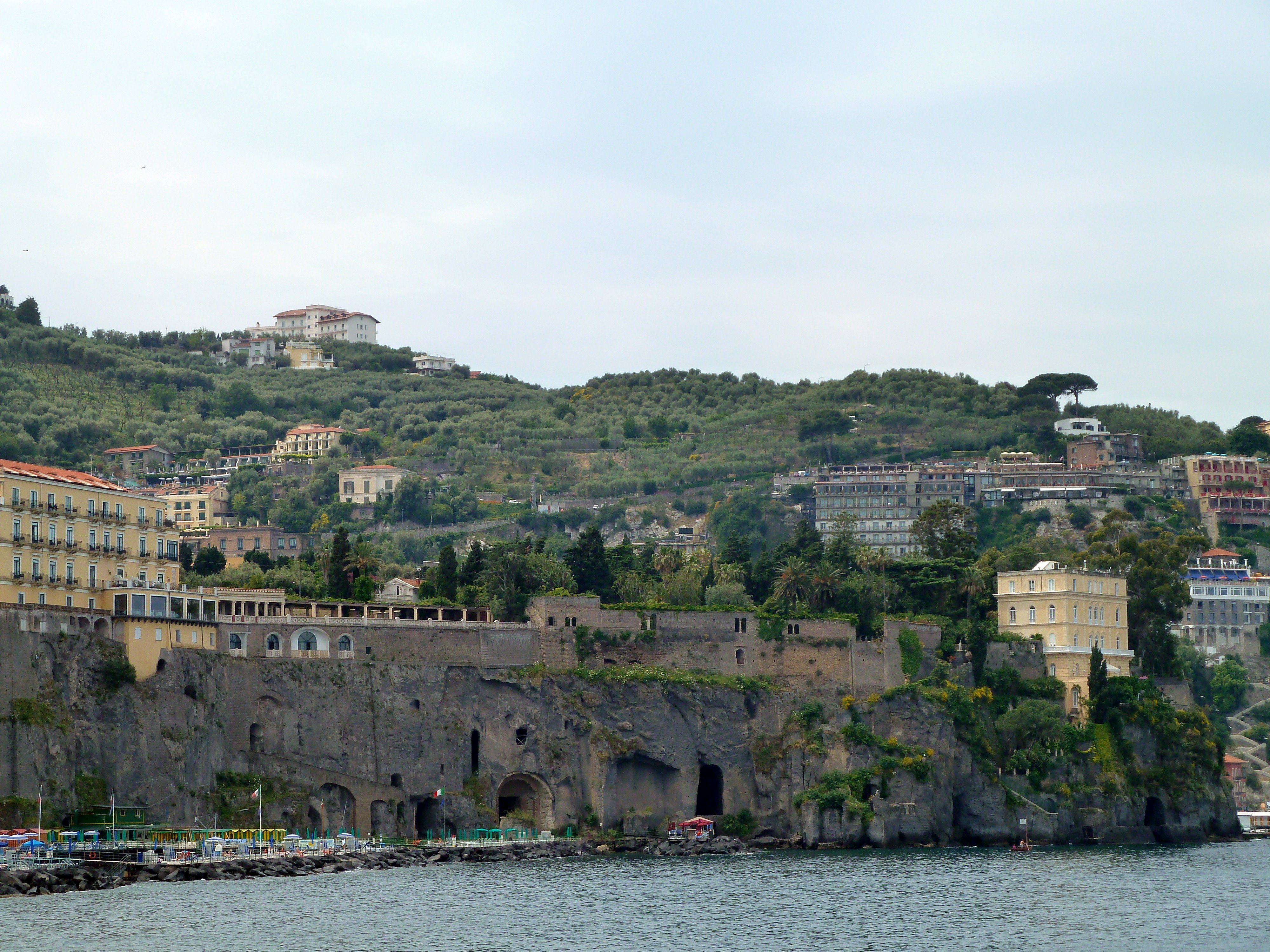
Villa Tritone in Sorrent

Die Villa Tritone, auch Villa Astor, ist ein Landhaus aus dem 16. Jahrhundert in Sorrent in der italienischen Region Kampanien.

## Geschichte
Der Kern der Villa soll aus dem 16. Jahrhundert stammen, als die Barone Labonia aus Kalabrien das Anwesen erwarben und dort ihre Residenz errichten ließen. Auf dem Gelände sind allerdings auch noch ältere Gebäude bekannt, die aus dem augustinischen Zeitalter stammen.
Die Villa erhielt ihr heutiges Aussehen in der Zeit, als sie William Waldorf Astor gehörte, der sie 1905 gekauft hatte. Dieser kümmerte sich besonders um den Park des Anwesens, den er in einen englischen Landschaftsgarten umgestalten ließ.
Im Zweiten Weltkrieg, von 1943 bis 1945, residierte dort der Botschafter der Niederlande. In dieser Zeit wohnte Benedetto Croce in der Villa.
Die Villa wurde auch durch die Netflix-Serie Inganno von 2024 bekannt.

## Beschreibung
Die Villa liegt über dem Golf von Neapel mit Blick auf eine Klippe.